# Quthing (distrikt)
Quthing (engelska: Quthing District) är ett distrikt i Lesotho. Det ligger i den södra delen av landet, 130 km söder om huvudstaden Maseru. Antalet invånare är 228 800. Arean är 2 916 kvadratkilometer. Quthing gränsar till Mohale's Hoek District, Qacha's Nek och Östra Kapprovinsen.
Terrängen i Quthing är huvudsakligen bergig, men västerut är den kuperad.
Quthing delas in i:
- Ha Nkoebe Community
- Likhohlong Community
- Liphakoe Community
- Matsatseng Community
- Mkhono Community
- Mokotjomela Community
- Mphaki Community
- Qomoqomong Community
- Seforong Community
- Tsatsane Community

Följande samhällen finns i Quthing:
- Quthing